# Озеро (Вінницький район)
О́зеро — село в Україні, у Немирівській міській громаді Вінницького району Вінницької області, за 2 км від станції Сажки. Населення становить 238 осіб.

## Історія
Відповідно до Розпорядження Кабінету Міністрів України від 12 червня 2020 року № 707-р «Про визначення адміністративних центрів та затвердження територій територіальних громад Вінницької області» увійшло до складу Немирівської міської громади.
19 липня 2020 року, в результаті адміністративно-територіальної реформи та ліквідації Немирівського району, село увійшло до складу Вінницького району.
Біля села знаходиться комплексна пам'ятка природи місцевого значення Немирівське городище.

## Населення

### Мова
Розподіл населення за рідною мовою за даними перепису 2001 року:
| Мова       | Відсоток |
| ---------- | -------- |
| українська | 98,74%   |
| російська  | 1,26%    |

## Відомі люди
- Мачушенко Володимир Сидорович (1880 — 1 червня 1937, Волинське воєводство) — український педагог, кооператор, член Української Центральної Ради і ЦК Селянської спілки, організатор та командир 56-го Немирівського полку Армії УНР, повстанський отаман в 1919 році.
- Захараш Михайло Петрович (1944) — член-кореспондент Національної академії медичних наук України, доктор медичних наук, професор, почесний академік АМН Білорусі, академік міжнародної академії антропології, заслужений лікар України.
- Мороз Василь Максимович (1942) — доктор медичних наук, професор, дійсний член Національної академії медичних наук України; ректор, професор, завідувач кафедри Вінницького національного медичного університету імені Миколи Пирогова; голова Асоціації ректорів медичних вишів України. Герой України.